# 104e division d'infanterie territoriale
Pour les articles homonymes, voir 104e division.
La 104e Division d’Infanterie Territoriale est le nom d'une unité de l’armée française.

## Les chefs de la104eDivision d'Infanterie Territoriale
- 30 avril 1916 - 3 novembre 1916 : Général Rouvier

## LaPremière Guerre mondiale

### Composition au cours de laguerre
- 240e Régiment d'Infanterie Territoriale d'août 1915 à novembre 1916
- 276e Régiment d'Infanterie Territoriale d'août 1915 à novembre 1916
- 295e Régiment d'Infanterie Territoriale d'août 1915 à septembre 1916
- 311e Régiment d'Infanterie Territoriale d'août 1915 à novembre 1916

### 1915
1er août – 13 septembre
Constitution et instruction au nord-ouest de Paris.
13 – 30 septembre
Mouvement par étapes vers la région de Crépy-en-Valois; travaux sur l’Authonne, au sud de la forêt de Compiègne.
30 septembre 1915 – 2 mars 1916
Transports par camions dans la région de Ressons-sur-Matz, et occupation progressive d’un secteur vers le massif de Thiescourt et le bois des Loges (exclu).
À partir du 1er novembre, occupation d’un nouveau secteur entre l’Oise et Belval.

### 1916
2 mars – 12 août
Retrait du front, stationnement vers Rollot; travaux.
12 – 26 août
Occupation d’un secteur entre Lihons et la voie ferrée d’Amiens à Chaulnes.
25 août – 5 novembre
Travaux en arrière du front, vers Maucourt et Lihons.
5 novembre
Dissolution.

### Rattachements
Affectation organique : Isolée, d’août 1915 à novembre 1916 (dissolution).
Gouvernement militaire de Paris : 1er aout - 30 septembre 1915
VIe Armée : 1er octobre 1915 - 11 avril 1916

 Xe Armée : 12 avril - 2 novembre 1916